# Dębina (powiat kościerski)
Dębina (dodatkowa nazwa w j. kaszub. Dãbina) – mała kaszubska osada śródleśna w Polsce położona w województwie pomorskim, w powiecie kościerskim, w gminie Dziemiany na obszarze Wdzydzkiego Parku Krajobrazowego. Osada wchodzi w skład sołectwa Piechowice.
W latach 1975–1998 miejscowość położona była w województwie gdańskim.